# 王玉清 (江苏)
王玉清（1911年—2002年），江苏江阴人。中华人民共和国政治人物。

## 生平
1932年初，参加淞沪抗战的支前宣传活动。1934年春，由何家槐介绍加入中国左翼作家联盟，同年参与创办《生路》杂志。1935年，参加中共中央特科工作，后根据党组织的安排赴西安开展群众抗日救亡活动。1937年，到延安抗大学习，任共青团中央军事体育部干事，并于同年5月加入中国共产党。历任西北战地服务团秘书处处长，延安中央组织部干部科干事、部机关党支部书记，东北局书记陈云秘书，东北财经委员会处长、大连远东电业公司总经理。
1949年，奉命接收旅大中苏企业，任中苏合办远东电业公司副总经理。1951年，任鞍山钢铁公司副总经理、鞍山市委常委。1954年，调任中央重工业部钢铁工业管理局第一副局长。1958年，任冶金工业部经济研究所所长、冶金部政研室主任。1964年，任冶金工业部副部长、党组成员。1978年，调任中共中央副主席陈云同志秘书。1980年，兼任中央书记处研究室第一副主任。后任顾问。1983年至今，任第六、七届全国政协常委。第六、七届全国政协常委。